# Les Enragés d'Amsterdam
Les Enragés d'Amsterdam est le 75e roman de la série SAS, écrit par Gérard de Villiers et publié en 1984 dans la collection Plon (Presses de la Cité). Comme tous les SAS parus au cours des années 1980, le roman a été édité lors de sa publication en France à 100 000 exemplaires.
L'action se déroule courant 1984 à Amsterdam, Rotterdam et La Haye.
Malko est chargé par la CIA et les services secrets néerlandais d'enquêter sur deux meurtres qui en apparence n'ont aucun lien.

## Personnages principaux

### Américains et alliés
- Malko Linge : héros du roman, Autrichien, agent contractuel de la CIA.
- Chris Jones et Milton Brabeck : agents spéciaux de la CIA.
- Tom Wonder
- John Fitzpatrick
- Major Wilson

### Personnages néerlandais
- Jan Kloos
- Erika van Deyssel
- Margrit van Deyssel
- Colonel van Nuys
- Odila Kaiser
- Hendrik Thor
- Major Wilson
- Gustav van Meyerber
- Le colonel van Nuys
- Odila Kaiser
- Hendrik Thor
- Gustav van Meyerber

## Résumé
À Amsterdam, le corps d'un jeune sergent de l'US Army est repêché dans le canal Singel. Tout porte à croire qu'il a été assassiné, quelques semaines après une autre disparition inquiétante, celle de Lucien Schoor, un soldat hollandais fiché pour anti-militarisme. 
Malko est chargé par la CIA et les services secrets néerlandais d'enquêter sur ces deux meurtres sans aucun lien en apparence. 
Il va découvrir qu'un groupuscule de jeunes fanatiques veut faire trembler l'Europe et surtout l'OTAN avec l'aide des Soviétiques. De Rotterdam à La Haye en passant par Amsterdam, Malko va devoir devoir doubler de vigilance.

## Autour du roman
Le roman fait quelques allusions aux précédentes aventures de Malko : Aventure au Surinam (SAS n°71) et Les Fous de Baalbek (SAS n°74).